# 시마다 지아키
시마다 지아키(일본어: 嶋田 千秋, 1992년 2월 18일 ~ )는 일본의 여자 축구 선수이다.

## 구단 경력
나데시코 리그의 닛테레 벨레자, 일본 체육대학 필즈 요코하마에서 활동했다.

## 국가대표팀 경력
그녀는 2008년 FIFA U-17 여자 월드컵에 참가할 일본 U-17 국가대표팀에 발탁되었으며, 3경기에 출전, 1득점을 넣었다. 2013년 하계 유니버시아드에도 출전했다.